# Agatharchos (Maler)
Agatharchos (altgriechisch Αγάθαρχος) war ein antiker griechischer Maler, der um die Mitte des 5. Jahrhunderts v. Chr. in Athen wirkte.
Von Agatharchos sind keine Werke erhalten. Vitruv erwähnt Agatharchos als Verfasser einer Schrift über eine Bühnenmalerei, die dieser für eine Tragödie des Aischylos anfertigte. In der Schrift beschäftigte sich Agatharchos mit der Frage, wie räumliche Gegenstände auf senkrechten Oberflächen so zu malen seien, dass „das eine zurücktretend, anderes hervortretend zu sein scheint“. Agatharchos gilt daher als einer der ersten bekannten Maler, der die Grundzüge der perspektivischen Darstellung beherrschte und in der Skenographie einsetzte. Denn die besonderen Bedingungen der Bühnenmalerei, deren Schwäche bis dahin die starken optischen Verzerrungen ihrer Malereien für die Zuschauer waren, verlangte geradezu nach einer illusionistisch-perspektivischen Verfeinerung der Malerei, deren Reflexe sich auch in der gleichzeitigen rotfigurigen Vasenmalerei finden lassen.
Agatharchos schuf damit die Grundlagen, auf denen Apollodoros und Zeuxis gegen Ende des 5. und zu Beginn des 4. Jahrhunderts ihre körperliche Schattenmalerei entwickeln konnten.
Agatharchos war auf die Geschwindigkeit, mit der er malte, und seine Fertigkeit stolz und trug dies öffentlich zur Schau. An Anekdotischem ist überliefert, dass Alkibiades Agatharchos in seinem Haus eingeschlossen und gezwungen haben soll, es auszumalen, ihn aber nachher reichlich belohnt habe.